# 상인동
상인동(上仁洞)은 대구광역시 달서구의 법정동이다.

## 교통
- ● 대구 도시철도 1호선 상인역
- 대구교통공사 본사

## 유통
- 홈플러스 상인점
- 롯데백화점 상인점

## 주거
| 단지명                 | 건설사          | 시행사                                | 주소                        | 입주        | 비고               |
| ---------------------- | --------------- | ------------------------------------- | --------------------------- | ----------- | ------------------ |
| 상인자이               | 지에스건설㈜    | ㈜램코                                | 달서구 상원로 142           | 2007년 2월  |                    |
| 상인역 신일해피트리    | ㈜신일          | ㈜창선개발                            | 달서구 월서로 31            | 2007년 3월  |                    |
| 상인 KCC스위첸         | 케이씨씨건설㈜  | 케이씨씨건설㈜                        | 달서구 월배로39길 26        | 2009년 10월 |                    |
| 월촌 보성화성타운      | ㈜보성 화성산업 | ㈜보성 화성산업                       | 달서구 송현로7길 41         | 1999년 12월 |                    |
| 상인역 e편한세상       | 대림산업        | 케이앤케이㈜                          | 달서구 월서로 14 (1단지)    | 2008년 10월 |                    |
| 상인역 e편한세상       | 대림산업        | 케이앤케이㈜                          | 달서구 월서로3길 15 (2단지) | 2008년 10월 |                    |
| 상인 화성하이츠        | 화성산업        | ㈜화성산업                            | 달서구 월배로 245           | 1999년 12월 |                    |
| 상인 화성파크드림      | 화성산업        | 송현주공아파트 주택재건축정비사업조합 | 달서구 송현로7길 10 (1단지) | 2010년 11월 | 송현주공 재건축    |
| 상인 화성파크드림      | 화성산업        | 송현주공아파트 주택재건축정비사업조합 | 달서구 송현로7길 9 (2단지)  | 2010년 11월 | 송현주공 재건축    |
| 상인 푸르지오          | 대우건설        | 백조1차·상인아파트 재건축조합         | 달서구 상화로 235           | 2010년 6월  | 상인백조1차 재건축 |
| 상인 푸르지오 센터파크 | 대우건설        | ㈜코리아신탁 ㈜파이오니아상인         |                             | 2024년 4월  |                    |

- 상인우방타운 - 1993년 6월 입주 / 우방주택
- 상인서한타운 - 1993년 8월 입주 / ㈜서한
- ㈜보성
  - 상인보성타운 - 1993년 7월 입주 / 보성주택㈜
  - 보성은하타운 - 1994년 4월 입주

## 교육
- 대서초등학교
- 상원초등학교
- 상인초등학교
- 월곡초등학교
- 월서초등학교
- 월촌초등학교
- 상원중학교
- 상인중학교
- 영남중학교
- 경북기계공업고등학교
- 달서공업고등학교
- 상원고등학교
- 상인고등학교
- 영남고등학교

## 기타
- 롯데시네마 상인
- 월곡정사
- 엘리바덴 상인점